# Đèo Tây Trang
Đèo Tây Trang là đèo trên quốc lộ 279 ở vùng đất bản Ka Hâu xã Nà Ư huyện Điện Biên tỉnh Điện Biên, Việt Nam .
Đèo Tây Trang là điểm cuối quốc lộ 279. Đỉnh đèo là đường biên giới Việt Lào. Đèo cách ngã ba Pom Lót 21°17′15″B 103°00′23″Đ / 21,287513°B 103,006343°Đ cỡ 24 km.
Bên phía Việt Nam có Cửa khẩu Tây Trang. Bên kia biên giới đèo gọi là đèo Taichang, có cửa khẩu Pang Hok 21°12′56″B 102°54′32″Đ / 21,215539°B 102,908988°Đ , còn gọi là cửa khẩu Sop Hun (Sốp Hùn) ở  vùng đất muang May tỉnh Phongsaly, CHDCND Lào .